# Adoption au Québec

Localisation géographique de la province de Québec

L'adoption au Québec est une mesure de protection de l'enfance, décidée par les services sociaux du Québec. Le processus d'adoption est régi par le Code civil du Québec.
Au Québec, il y a deux méthodes d'adoption : l'adoption en banque régulière et l'adoption en banque mixte.

## Histoire
En 1924, la première forme d’adoption est apparue officiellement dans les textes de la loi. À cette époque, un enfant adopté qui n’est pas dans la même lignée ne fait pas partie de la famille. L’État n'apportait pas de l'aide aux femmes devenues célibataires. En 1939, il est devenu possible d’adopter un autre enfant venant d'une autre famille. Entre 1960 et 1970, l'accès à l’aide sociale permet aux mères de divorcer plus facilement. Plusieurs unions libres et de familles monoparentales se forment à partir de ces réformes. Cela provoqua de nombreuses fermetures d’orphelinats, étant donné que les mères ont la possibilité de rompre les liens avec le mari, elles rompent aussi les liens avec l'enfant. Les enfants adoptés perdent maintenant leur lien parental initial lorsqu’ils sont adoptés. En 1994, le Québec fournit un crédit d'impôt remboursable pour l'adoption. En 2002, l'entrée en vigueur de la loi 112 oblige le gouvernement du Québec à contribuer à la renaissance des plus démunis, qui a pour but de donner un travail à toutes les personnes qui sont dans la pauvreté ou d'augmenter le salaire de ceux qui en ont besoin, apportant ainsi aux orphelins un travail, tout en enrichissant ceux qui gèrent les orphelinats. En 2005, le fédéral suit l'exemple du Québec sur le crédit d'impôt. En 2014, le fait de perdre le lien parental initial donne du pouvoir aux adoptants, car selon les droits du beau-parent, c’est eux qui éduqueront l’enfant adopté, quelle que soit la conséquence.

## Banques d’adoption du Québec
Au Québec, il existe deux options gratuites en matière d’adoption en sol québécois : l’adoption régulière et l’adoption en banque mixte.
L’adoption régulière regroupe les enfants orphelins en très bas âge ou laissés en adoption à la naissance par leurs parents biologiques. Les enfants laissés en banque d’adoption régulière sont âgés de 0 à 4 ans. Pour adopter dans la banque régulière, l’adoptant doit s’inscrire sur la liste d’attente de la banque régulière d’un Centre jeunesse. Une fois l’enfant confié à des parents adoptants, les parents biologiques de l’enfant auront 30 jours pour retirer le consentement d’adoption, sinon quoi, l’adoption sera définitive.
L’adoption en banque mixte regroupe les enfants retirés à leurs parents par le Directeur de la protection de la jeunesse (DPJ) pour mauvais traitements, abandon, incapacité des parents à prendre soin de l’enfant, etc. Les enfants en banque mixte sont en « haut risque d’abandon ». Pour adopter dans la banque mixte, l’adoptant doit devenir une famille d’accueil avant de pouvoir faire les démarches juridiques d’adoption. Par conséquent, durant la vie commune de l’enfant et de l’adoptant avant l’officialisation légale de l’adoption, l’enfant peut encore être en contact avec sa famille biologique. Si les parents biologiques sont évalués capables de prendre soin de l’enfant, l’enfant peut retourner dans sa famille biologique.
Au Québec, il est aussi possible d’adopter à l’international. La démarche est toutefois payante.

## Conditions pour adopter un enfant
Pour légalement adopter un enfant en banque régulière ou en banque mixte, quatre conditions doivent être respectées. L’adoption doit tout d'abord être dans l’intérêt de l’enfant. Si celui-ci est âgé de 10 à 18 ans, il doit consentir à son adoption devant le juge. Cependant, entre 10 et 14 ans, si l’enfant ne consent pas à son adoption, le juge peut quand même accepter l’adoption pour le bien de l’enfant alors qu’à partir de 14 ans, l’enfant possède le contrôle absolu sur sa décision. Les parents biologiques doivent également consentir à l’adoption, sauf si l’enfant a été abandonné ou retiré de sa famille. Enfin, la personne adoptante doit être majeure et avoir au moins 18 ans de plus que l’enfant.
Il y a toutefois des exceptions lors de l’adoption de l’enfant d’un conjoint. L’adoption au Québec est également permise aux couples homoparentaux, contrairement à certains pays qui le proscrivent lors de l’adoption à l’international.

### Les étapes principales de l’adoption
1. Inscription et évaluation initiale : L’adoption commence normalement par l’inscription de l’adoptant sur une liste auprès des services sociaux ou d’un autre organisme accepté. Cette première étape implique aussi une évaluation approfondie des personnes qui désirent adopter. Cette évaluation inclut un entretien, une analyse de la situation familiale de l’adoptant, en plus de vérification de sécurité, comme une vérification des antécédents criminels[11]. Le but de cette première étape est de s’assurer que les futurs parents soient aptes à offrir un cadre propice au développement de l’enfant. Il faut savoir que les parents ne sont pas en constante période d’évaluation. Ils seront sous-évaluation durant la demande d’agrément et le processus d’adoption, puis lors de l’obtention de l’agrément, le processus d’évaluation se termine[12].
2. La sélection de l’enfant : Une fois les adoptants inscrits et toutes les évaluations passées, ils seront inscrits sur une liste d’attente jusqu’à ce qu’un enfant qui correspond à leur profil soit identifié. Cette étape peut variée de quelques mois à quelques années, car elle nécessite de faire correspondre les besoins de l’enfant aux capacités et aux valeurs des parents adoptifs. De plus, l’adoption est toujours centrée sur l’intérêt supérieur de l’enfant[13] et les services sociaux cherchent à placer chaque enfant dans un foyer qui lui conviendra en plus de répondre à tous ces besoins[12].
3. Le placement provisoire : Une fois qu’un enfant est identifié, il peut être placé momentanément dans la famille d’adoption. Cette période permet à l’enfant de s’adapter à sa nouvelle demeure, tout en permettant aux adoptants de démontrer leur capacité à prendre soin de l’enfant. Le placement provisoire est essentiel pour évaluer si l’adoption peut durer sur le long terme[14]. Cependant, s’il est déterminé que l’adoption ne fonctionnera pas sur le long terme, les travailleurs sociaux devront ré-évaluer la famille et envisager d’autres solutions, comme le retour à la famille d’origine de l’enfant, si possible, le retour dans un autre milieu d’accueil, ou l’annulation complète de l’adoption[11].
4. Finalisation de l’adoption : Si l’étape du placement se déroule bien, la famille pourra enfin entamer la procédure de finalisation de l’adoption. Cette étape consiste d’une audience devant le tribunal, où un juge officialisera l’adoption. Une fois l’adoption légalisé, l’enfant obtient tous les droits légaux d’un enfant biologique, comme des droits successoraux, des droits relatifs et plusieurs autres[11].

## Rôle de la DPJ
Au Québec, la DPJ est responsable d’intervenir dans la vie d’un enfant lorsque le placement en famille d’accueil ou l’adoption de celui-ci sont envisagés afin de s’assurer que l’enfant évolue dans un milieu sécuritaire et favorable à son développement. La DPJ priorise généralement le placement en famille d’accueil plutôt que l’adoption. Le Directeur de la protection de la jeunesse proposera l’adoption seulement si « toutes les considérations juridiques et familiales sont respectées et que l’adoption servira à l’intérêt supérieur de l’enfant (MSSS, 2019) ».
La DPJ ne peut pas intervenir dans la vie de l’enfant sans avoir reçu un signalement pour l’informer qu’un enfant se retrouve dans une situation qui peut compromettre sa sécurité et ses intérêts. Il peut s’agir d’un signalement pour un enfant victime d’abus physiques, psychologiques ou sexuels, d’un enfant ayant été abandonné ou encore d’un enfant en fugue. À la suite d’un signalement, un intervenant de la DPJ procède à une analyse de la situation de l’enfant à la recherche de «motifs de compromission» qui prouve que la sécurité de l’enfant est en danger. L’intervenant décidera ensuite de retenir ou non le signalement. 

## Adoption Coutumière
Au sein des communautés autochtones, « la pratique de l’adoption est ancrée dans leur coutume, étant inhérente à leur mode de vie et aux valeurs qu’ils partagent ». L’adoption coutumière chez les familles Innus et Atikamekw permet aux parents de confier leurs enfants à un ou des membres de la famille élargie, « tout en conservant leur lien de filiation avec celui-ci ».  Ce type d’adoption peut être permanent ou temporaire. L’enfant peut donc retourner vivre avec ses parents biologiques après un certain temps si ceux-ci se sentent apte à s’occuper de lui adéquatement. Avant 2017, ce type d’adoption n’était pas légal. L'adoption du projet de loi 113 a modifié le Code civil du Québec afin que l’adoption coutumière soit reconnue légalement.